# Yamato monogatari
Lo Yamato monogatari (大和物語?) è una collezione di storie e di poesia waka del periodo Heian. La data del completamento dell'opera è tuttora sconosciuta, ma la maggior parte dei testi furono completati nel 951 da un autore anonimo. Il titolo dell'opera significa “Storie di Yamato”.

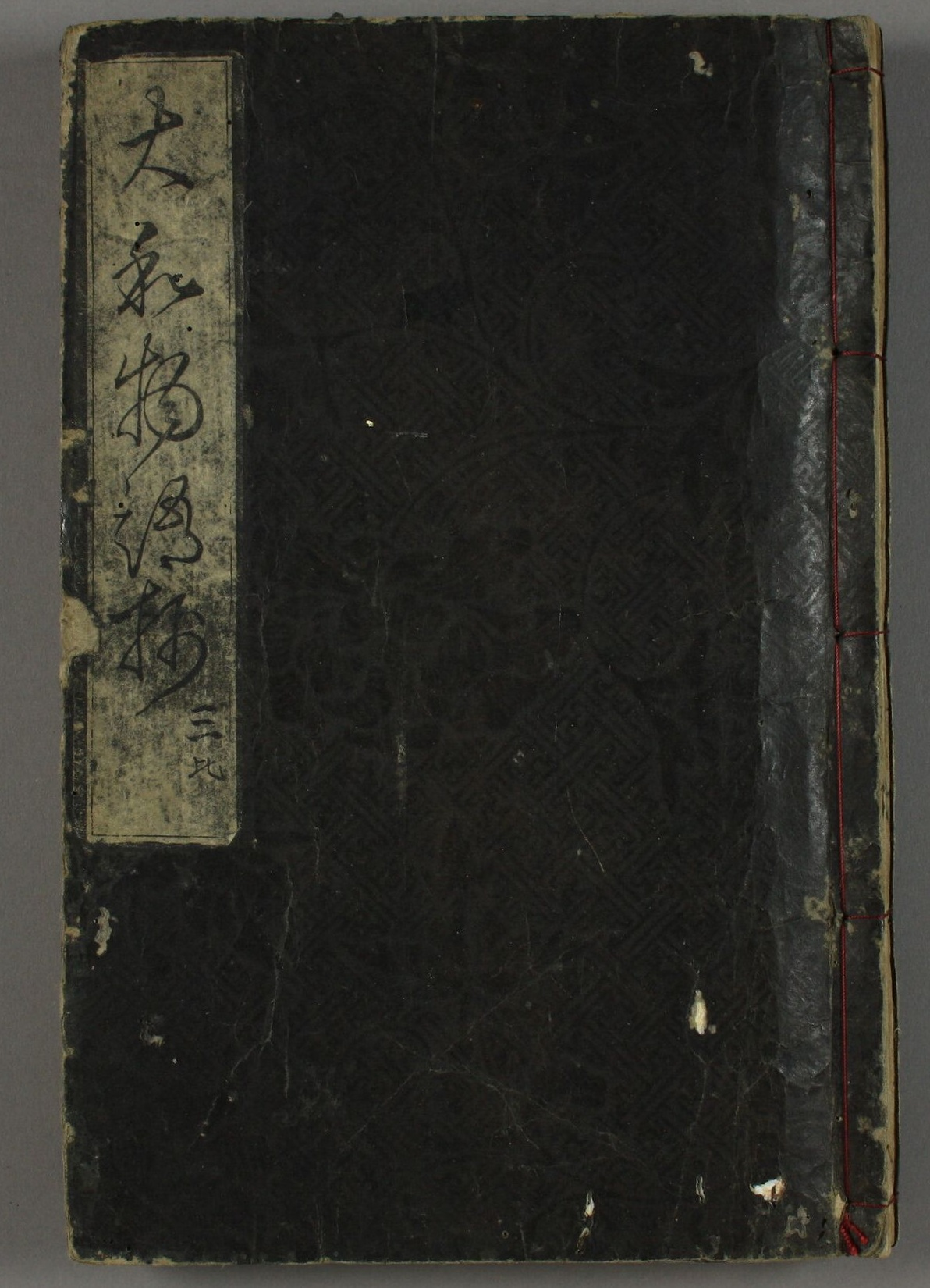
Yamato monogatari - Kitamura Kigin (cover)

## Contenuto
L'Ise Monogatari ebbe un'influenza notevole sulla composizione dello Yamato monogatari, utilizzando storie molto simili in entrambe le opere. Nel testo non figura un personaggio principale, in compenso si possono trovare nomi di persone storiche.